# Elaeniinae
Elaeniinae es una subfamilia de aves paseriformes de la familia Tyrannidae, cuyas especies se distribuyen ampliamente por el Neotrópico.

## Taxonomía
Los amplios estudios genético-moleculares realizados por Tello et al. (2009) descubrieron una cantidad de relaciones novedosas dentro de la familia Tyrannidae que todavía no están reflejadas en la mayoría de las clasificaciones. Siguiendo estos estudios, Ohlson et al. (2013) propusieron una nueva organización y división de la familia  Tyrannidae, que según el ordenamiento propuesto se divide en las subfamilias Elaeniinae, Hirundineinae Tello, Moyle, Marchese & Cracraft, 2009, Muscigrallinae Ohlson, Irestedt, Ericson & Fjeldså, 2013, Tyranninae Vigors, 1825 y Fluvicolinae, Swainson, 1832-33.

## Tribus y géneros
Según el ordenamiento propuesto, la presente subfamilia agrupa a las siguientes tribus y géneros:
- Elaeniini Cabanis & Heine, 1859-60
  - Elaenia
  - Tyrannulus
  - Myiopagis
  - Suiriri
  - Capsiempis
  - Phyllomyias (el grupo de especies fasciatus, solamente parte de este género, considerado polifilético).[4]
  - Phaeomyias
  - Nesotriccus (provisoriamente)
  - Pseudelaenia
  - Mecocerculus
  - Anairetes
  - Uromyias
  - Polystictus
  - Culicivora
  - Pseudocolopteryx
  - Serpophaga

- Euscarthmini von Ihering, 1904

- - Zimmerius
  - Stigmatura
  - Camptostoma
  - Inezia
  - Euscarthmus
  - Ornithion

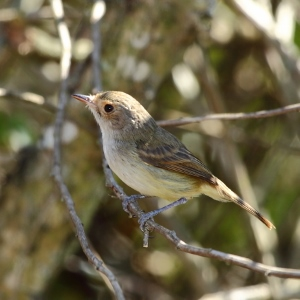
Euscarthmus meloryphus

  - Phyllomyias , solamente parte de las especies (excepto el grupo fasciatus) que se propone sean reagrupadas en géneros resucitados Tyranniscus, Achrochordopus y Xanthomyias). El género es considerado polifilético.[4]
  - Mecocerculus (el grupo poecilocercus, excluyendo Mecocerculus leucophrys).